# 今日感モーニング
『今日感モーニング』（きょうかんモーニング）は、2018年4月2日から2020年9月18日までRKB毎日放送で生放送されていた情報番組（福岡県ローカル）である。

## 概要
RKB毎日放送では、2018年3月30日まで『天神ウォッチ新聞女子』を放送してきたが、わずか1年で同番組を終了とし、その後継情報番組として開始された。
本番組は、福岡県福岡市天神にある「RKBラジオ アイケンジャパン 天神きらめき通りスタジオ」から生放送。また、ニュースや天気情報、福岡ソフトバンクホークスを中心としたスポーツ情報などで構成する他、同局の平日午後の自社ワイドテレビ番組『今日感テレビ』や同局のラジオと連動する企画もある。
なお新型コロナウイルス感染拡大防止のため、天神きらめき通りスタジオは2020年4月6日より無期使用停止措置が採られており、当番組も当面はRKB毎日放送の本社スタジオからの生放送に変更されている（『今日感テレビ』出演者に新型コロナウイルス感染が確認された人がいるため。今日感テレビは2020年4月6日から5月22日まで休止してCBCテレビ制作『ゴゴスマ -GO GO!Smile!-』を臨時ネット。当番組は『今日感ニュース』と『サンデーウォッチ』を放送しているスタジオを使用）。
放送開始から2019年12月27日までは月 - 金曜日9:55 - 10:25であったが、2020年1月6日より放送曜日を月・水・金曜日9:55 - 10:25に縮小した。火・木曜日についてはジャパネットたかたによる同じTBS系列局との同時生放送のテレビショッピング枠に充てている。
2020年9月18日に午後の『今日感テレビ』が終了するのに伴い、当番組も終了した。同月28日からは出演者・放送時間を引き継いだ『ソコトラ』をスタートさせる。

## 出演者
メインMC
- 武田早絵（月曜日・水曜日）
- 田中みずき（金曜日）

サブMC
- 加藤淳也（月曜日）
- たける（水曜日）
- ハル（金曜日）

リポーター
- 西村怜奈（月曜日・隔週）
- 日高由貴（月曜日・隔週）
- 上杉あずさ（水曜日）
- 西村赤音（金曜日）
- 中山理恵（不定期）

## 放送時間
- 月 - 金曜 9:55 - 10:25（JST）（2019年12月27日まで）
- 月・水・金曜 9:55 - 10:25（JST）（2020年1月6日から）

特別番組やテレビショッピング（主にジャパネットたかたの生放送）、あるいは報道特別番組（自社制作を含む）で本番組を休止することがある。